# Maritime Motor Car Company
Maritime Motor Car Company war ein kanadischer Hersteller von Automobilen.

## Unternehmensgeschichte
Jack A. Pugsley hatte bereits 1910 Pläne zu einer eigenen Automobilproduktion. 1912 gründete er das Unternehmen in Saint John. Die Entwicklung begann, führte jedoch nicht zu einer Serienproduktion. Stattdessen kam es zu einem Kontakt mit der Palmer & Singer Manufacturing Company aus den USA. Maritime bezog Teile von Palmer & Singer, montierte sie und bot sie ab 1913 an. Der Markenname lautete Maritime Six. Der Bankrott von Palmer & Singer im März 1914 beendete die Verbindung. Im gleichen Jahr endete die Produktion bei Maritime Motors. 1915 wurde das Unternehmen aufgelöst.

## Fahrzeuge
Das eigene Modell hatte einen selbst hergestellten Sechszylindermotor. Die Beleuchtung und der elektrische Anlasser kamen von Gray & Davis. Aufgrund von Problemen bei der Produktion entstanden hiervon nur zwei Fahrzeuge.
Dann wurden Teile von Palmer & Singer zu kompletten Fahrzeugen montiert. Diese Maritime Singer Six ähnelten den Vorbildern. Hiervon entstanden 6 bis 24 Fahrzeuge.